# Феодосија Ивановна
Феодосија Ивановна (Москва, 29. мај 1475 — Москва, 12. фебруар 1501) је била московска кнегиња, друга ћерка великог кнеза московског Ивана III Великог Васиљевича Рјуриковича и велике кнегиње Софије Палеолог.
Име је добила у част мученице Теодосије Тирске или у част свете мученице Теодосије Цариградске.

## Биографија
Феодосија Ивановна је рођена 29. маја 1485. године. Амбасадор немачког цара Фридриха III, Николај Попел, који је стигао у Москву почетком 1489. године, предложио је великом кнезу Ивану III династички брак: једна од ћерки великог кнеза, Теодосија или Јелена, требало је да постане супруга Албрехта, маркгрофа Баденског, царевог сестрића. Амбасадор је желео да види будућу невесту, али је велики кнез Иван III одговорио да обичаји то не дозвољавају. Током следеће аудијенције, Попел је предложио да се ожени један од саксонских принчева и Жигмунд, маркгроф од Бранденбурга, са двема принцезама. Велики кнез Иван III по овом питању се није изјаснио, али у упутствима за Јурија Траханиота, амбасадора код цара Фридриха III, писало је:
„Ако питају да ли велики кнез намерава да да своју ћерку маркгрофу Баденском, онда одговорите да такав савез није достојан славе и моћи руског владара, брата древних грчких краљева, који су, преселивши се у Византију, препустили Рим папама. Али ако цар жели да уда нашу принцезу за свог сина, краља Максимилијана, онда му не треба одбити и давати му наду.“
У јулу 1490. године, нови немачки амбасадор, Георг Делатор, поново је говорио о браку једне од великих кнегиња, али ни њему није приказана невеста; Штавише, великом кнезу Ивану III се није допало питање мираза. Постављено је и питање о томе да млада не промени своју православну веру и да има цркву и свештенике у свом дому. Делатор је одговорио да није овлашћен да говори о томе и да се проводаџисање није догодило.
Убрзо након тога (1494. године) кнегиња Јелена се удала за великог војводу Литваније Александра, док је Феодосија, миљеница великог кнеза Ивана III, остала са својим оцем. Колико је велики кнез Иван III волео и пазио своју најмлађу ћерку, види се из чињенице да је 1497. године наручио златну медаљу са ликом Светог Николе Чудотворца и натписом у којем се наводи да је велики владар излио овај један талер за своју кнегињу Феодосију.
Године 1500. велики кнез Иван III јој је пронашао младожењу - гувернера кнеза Василија Даниловича Холмског, а 13. фебруара исте године митрополит Симон је венчао младу кнегињу Феодосију и кнеза Василија. Венчање је прослављено са великом помпом: гозбили су у палати до ноћи, обасипали младенце поклонима и нису заборавили ниједан ритуал који се сматрао неопходним за срећу супружника; али срећна предвиђања се нису остварила - тачно годину дана касније кнегиња Теодосија је умрла на порођају. У овом браку рођени су син, Данијел, и ћерка, Марија. Њен пепео је сахрањен у Москви, у цркви Вазнесења Господњег у Вазнесењском манастиру Московског Кремља.